# Darbas
Darbas (en arménien Դարբաս) est une communauté rurale du marz de Syunik en Arménie. Comprenant également la localité de Shamb (Շամբ), elle compte 1 213 habitants en 2011.

## Géographie

### Situation
Darbas est située à 25 km de Sisian et à 129 km de Kapan, la capitale régionale.

### Topographie
L'altitude moyenne de Darbas est de 1 500 m.

### Hydrographie
Le réservoir de Shamb, sur le Vorotan, est situé dans la communauté.

### Territoire
La communauté couvre 2 743 hectares, dont :
- 2 227 ha de terrains agricoles ;
- 9 ha de terrains industriels ;
- 11 ha alloués aux infrastructures énergétiques, de transport, de communication, etc. ;
- 4 ha d'aires protégées ;
- 108 ha d'eau[3].

## Politique
Le maire (ou plus correctement le chef de la communauté) de Darbas est depuis 2012 Mayis Mirzoyan.
| Début | Fin      | Nom                | Parti                       |
| ----- | -------- | ------------------ | --------------------------- |
| 2005  | 2008     | Robert Khachatryan | Parti républicain d'Arménie |
| 2008  | 2012     | Robert Khachatryan | Parti républicain d'Arménie |
| 2012  | En cours | Mayis Mirzoyan     | Sans étiquette              |

## Économie
L'économie de la communauté repose principalement sur l'agriculture.

## Démographie
| 2001  | 2008  | 2011  |
| ----- | ----- | ----- |
| 1 141 | 1 271 | 1 213 |